# Mari Silje Samuelsen
Mari Silje Samuelsen (21 de diciembre de 1984, Hamar, Noruega), conocida como Mari Samuelsen, es una violinista clásica noruega.

## Biografía
Junto con su hermano Haakon, creció en Hamar, a las afueras de Oslo, rodeada de naturaleza.
Empezó a recibir clases de violín a la edad de 3 años. A la edad de 4 años empezó a estudiar con el violinista y profesor Arve Tellefsen. Desde los 14 años de edad estudió en el Instituto de Música Barratt-Due con el profesor Stephan Barratt-Due. Posteriormente realiza cursos de segunda maestría en Zúrich con el profesor ruso Zajar Bron. Ha sido solista con orquestas noruegas y extranjeras y ha tocado en compañía de otros músicos famosos. Toca con un violín Guadagnini de 1773, cedido por una fundación noruega.
Recibió el premio cultural Hedmark en 2003 junto con su hermano violonchelista, Haakon Samuelsen. Ha sido becada varias veces.